# Tmarus misumenoides
Tmarus misumenoides là một loài nhện trong họ Thomisidae.
Loài này thuộc chi Tmarus. Tmarus misumenoides được Cândido Firmino de Mello-Leitão miêu tả năm 1927.